# Herman Wigbold
Hermanus Antonius Wigbold (Vlaardingen, 2 juli 1925 – Utrecht, 16 juli 1998) was een Nederlands journalist en tv-programmamaker.

## Levensloop
Wigbold, zoon van een politieman, werd in 1950 verslaggever bij het socialistische dagblad Het Vrije Volk. In de periode januari 1955 tot februari 1956 was hij algemeen voorzitter van Nieuwe Koers, de jongerenorganisatie van de Partij van de Arbeid. Hij was in de jaren zestig eindredacteur van de spraakmakende VARA-televisie-actualiteitenrubriek Achter het Nieuws en van 1970 tot 1987 hoofdredacteur van Het Vrije Volk. Die krant, in de jaren 1950 enige tijd de grootste van Nederland, verloor door onder andere een vergrijzend abonneebestand in de loop der jaren steeds meer lezers, trok zich terug op Rotterdam en werd uiteindelijk begin jaren 1990 opgenomen in de fusiekrant Rotterdams Dagblad, dat uiteindelijk opgenomen zou worden in het Algemeen Dagblad.
Tot de wapenfeiten van Herman Wigbold behoren reportages over Nieuw-Guinea en voormalig Nederlands-Indië waarin gruwelijkheden die door Nederlandse militairen zouden zijn gepleegd, werden onthuld.
Midden jaren 1970 weerstond Wigbold als hoofdredacteur hevige druk rond aanhoudende publicaties van zijn krant in de geruchtmakende Lockheed-affaire. Het Vrije Volk onthulde als eerste dat "de hooggeplaatste Nederlander" die in de Amerikaanse Senaat was genoemd als betrokkene bij smeergeld- en omkooppraktijken van vliegtuigfabrikant Lockheed een lid van het koninklijk huis c.q. prins Bernhard moest zijn. Wigbold gaf een onderzoeksteam met de redacteuren Geert-Jan Laan en Rien Robijns, dat bijna twee jaar speurde naar bewijzen en een deep throat had in Haagse kringen, carte blanche en volle rugdekking, ook toen de buitenwacht de eerste publicaties in Het Vrije Volk om uiteenlopende redenen negeerde. Door de kwestie-Lockheed raakte de Nederlandse monarchie in grote problemen. Het toenmalige kabinet onder leiding van PvdA-premier Joop den Uyl stelde een onderzoekscommissie van drie 'wijzen' in die de krantenpublicaties in grote lijnen slechts kon bevestigen.
Begin 1977 berichtte Het Vrije Volk over een tweede onverkwikkelijke affaire rond de prins-gemaal. Kort na publicaties over dit nieuwe omkoopschandaal, deze keer door vliegtuigbouwer Northrop, sprak Den Uyl Vrije Volk-hoofdredacteur Wigbold aan in perscentrum Nieuwspoort. "Moeten die twee jongens van jou niet zo langzamerhand iets anders gaan doen?" meende de minister-president. "Nee hoor," zei Wigbold, "die zijn nu net zo lekker bezig." 
Na zijn pensionering als hoofdredacteur raakte Wigbold verbitterd over de Nederlandse politiek, waaraan hij uiting gaf in het boekje Bezwaren tegen de ondergang van Nederland (1995).
Wigbold presenteerde, tot de brand in de gelijknamige televisiestudio annex theehuis in 's-Graveland, in de jaren tachtig op zondagmiddag ook geruime tijd het politieke debatprogramma Het Capitool, de voorloper van Buitenhof (NOS).